# Молодые (группа)
«Молодые» (нем. Jungen) — группа в Социал-демократической партии Германии, существовавшая в 90-х годах XIX века.
Предшественниками этой группы была группировка Иоганна Моста — Вильгельма Гассельмана в СДПГ, критиковавшая политику СДПГ.
Лидером группы был Бруно Вилле. Выступала против участия СДПГ в выборах в Рейхстаг Германской Империи. Разногласия с руководством СДПГ привело к выходу многих «молодых» из партии, ставших таким образом независимыми социалистами, и основавшими собственную газету «Socialist». Редактором этой газеты и идеологом «молодых» стал Густав Ландауэр, склонявшийся к анархо-коммунизму. Позже была основана ультралевая организация «Социалистический Союз», лидером которой стал тот же Густав Ландауэр. В 1914 году лидеры «молодых» Густав Ландауэр и Мартин Бубер пытались создать международную ассоциацию для предотвращения Первой мировой войны. Активизировались в ходе немецкой революции 1918—1919; Густав Ландауэр получил должность комиссара народного просвещения в правительстве Баварской Советской Республики, но вскоре покинул эту должность из-за разногласий с коммунистами. Идейное течение, представляемое «молодыми», перестало существовать в начале 20-х годов XX века.